# Ericeia nauarchia
Ericeia nauarchia är en fjärilsart som beskrevs av Louis Beethoven Prout 1929. Ericeia nauarchia ingår i släktet Ericeia och familjen nattflyn. Inga underarter finns listade i Catalogue of Life.